# ジェイデン・スミス
ジェイデン・スミス（Jaden Smith、本名：Jaden Christopher Syre Smith、1998年7月8日 - ）はアメリカ合衆国の俳優、ラッパー、歌手、ソングライター、ファッションモデル、アパレルブランドのプロデューサーである。

## 経歴

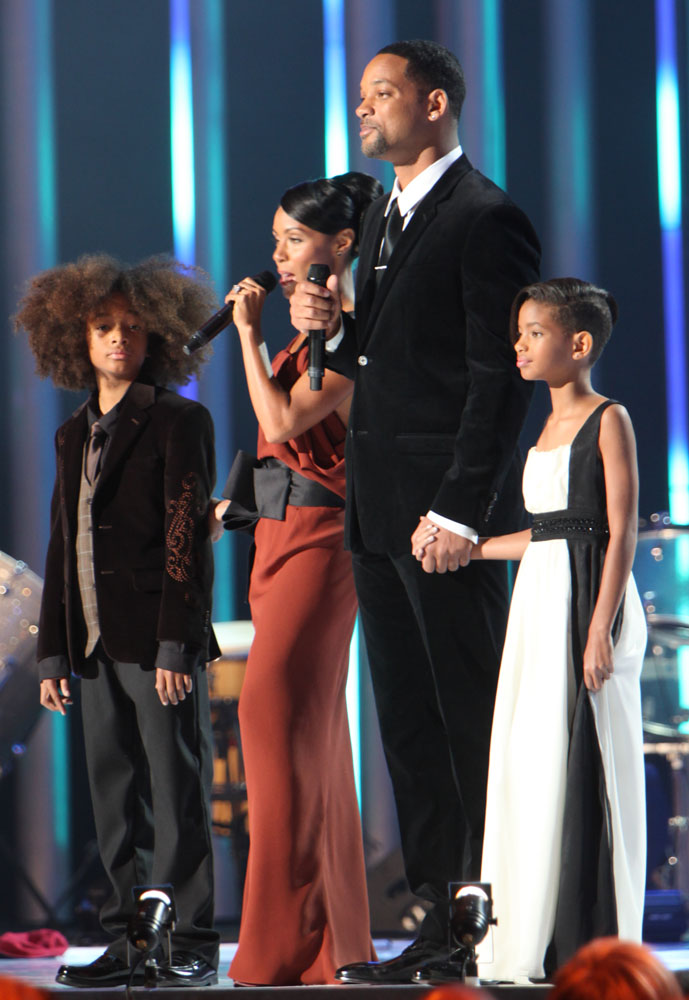
2009年、ジェイデン(一番左)と家族

1998年、アメリカでトップの人気を誇る俳優ウィル・スミスとジェイダ・ピンケット＝スミスの間に長男として生まれる。
2006年、8歳のときにウィル演じるクリス・ガードナーの息子クリストファー役として映画『幸せのちから』で俳優デビュー。演技を高く評価され世界的に有名になる。
2008年には、1951年の『地球が静止する日』のリメイクにジェイコブ役で出演。
2010年、1984年の『ベスト・キッド』リメイクに出演し、アクション俳優のジャッキー・チェンと共演し世界的にヒット。映画のエンディング曲も歌い話題となる。
2013年、『アフター・アース』でウィルと再び親子を演じた。
2014年4月1日、ジェームス・マックブリッジの小説『The Good Lord Bird』を元にした映画に出演。カンザス州に住む少年奴隷のヘンリー・シャクレフォードを演じた。

### 歌手活動
2010年に アメリカのポップシンガー ジャスティン・ビーバー のシングル「Never Say Never」にラップで参加し、アーティストとしての活動もスタート。
2012年10月1日、ファーストミックステープ『The Cool Cafe』、2014年には続編となる『Cool Tape Vol.2』をリリース。
2017年には、1stアルバム『SYRE（サイア）』をリリースし、シングル「Icon」がSpotifyで総再生回数1億回を突破する大ヒットを記録する。
2018年3月には来日し、横浜アリーナにて開催された「マイナビ presents 第 26 回 東京ガールズコレクション 2018 SPRING／SUMMER」に出演、「ICON」と「Watch Me/Batman」のMIXを熱くパフォーマンスし、会場を盛り上げた。
2019年には、2ndアルバム『ERYS（エリス）』をリリース。アメリカ最大級の野外音楽フェス「コーチェラ・フェスティバル」では、ウィルも参加し、パフォーマンスを披露した。
2020年8月に発表した3rdアルバム『CTV3：Cool Tape Vol.3』では、約10年ぶりにジャスティン・ビーバーと再共演を果たし「Falling For You」がスマッシュヒットした。

### ファッション
2013年、韓国人デザイナーとコラボし、客が自分たちでロゴを作成し購入することのできるポップアップストアを作る。
2015年、Ｔシャツからボトムス、ベストなどを取り扱う自分自身の服飾ブランド「MSFTSrep(ミスフィッツレップ)」を立ち上げ、プロデュース。ブランドアイテム『SYRE（サイアー）』は、ユニセックスでポップなカラーのデザインが特徴で、2018年12月には日本でも販売が開始された。
2016年にはルイ・ヴィトンのレディースウェア初の男性モデルとなる。
2018年秋冬から「ジースター ロゥ（G-STAR RAW）」とパートナーシップを結び、同ブランドの共同出資者であるファレル・ウィリアムス（Pharrell Williams）とサステイナブル（持続可能）なデニムコレクションを発表している。

### 社会活動
2015年の19歳の時にリサイクル可能な紙ボトルに入ったウォーターブランド「ジャスト ウォーター」を立ち上げ、クリエイティブ・ディレクターとしてブランドに携わる。
2016年、「Male EMA Future」賞を受賞し、環境問題に関する彼のリーダーシップと行動が評価された。
2019年には、ホームレスの人々に無償で食事を提供するフードトラックサービス“I Love You Restaurant”という活動を開始した。

## 人物

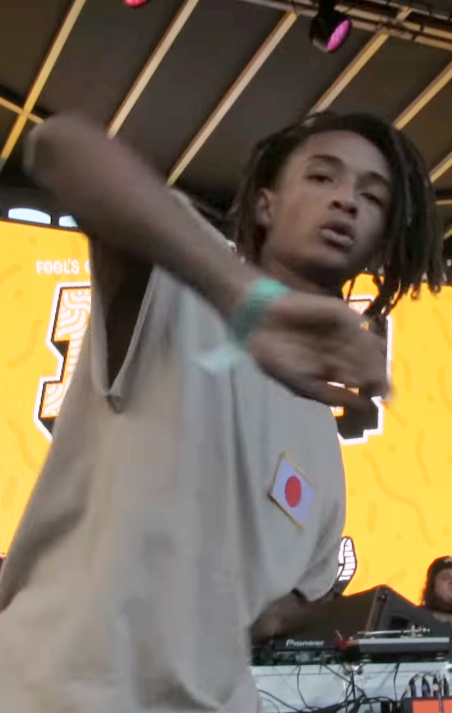
2015年

2011年8月、『ピープル』誌が「ハリウッドのリッチなティーン」を発表し、妹のウィローとジェイデンの2人合わせて900万ドル（日本円で約6億8,400万円）を稼いだことがわかった。
米誌「TIME」誌が毎年発表する「最も影響力のあるティーン」に16歳のときの2014年から19歳の時の2017年まで4年連続で選ばれている。
2015年、米男性ファッション誌「GQ」の「最もスタイリッシュな男性20人」に選ばれ、最年少16歳でスタイリッシュ・アイコンの仲間入りを果たした。
Pandoraの「2018年注目すべきアーティスト」にも選ばれ、世界中から注目を集める。

### 親日家
大の日本好きで有名。
2018年6月に発表した「GHOST」のミュージック・ビデオは東京・渋谷や原宿のキャットストリートで撮影され、親交がある山下智久やHIYADAMも出演した。同シングルのジャケット写真にはモデルのAMIAYAが起用された。
東京・秋葉原で撮影した「GOKU」のミュージックビデオでは、アニメ「ドラゴンボール」をオマージュ、特殊効果でかめはめ波を撃つパフォーマンスを披露している。

## 出演

### 映像作品
| 年        | 日本語題 原題                                                                  | 役名                               | 備考                                                                              |
| --------- | ------------------------------------------------------------------------------ | ---------------------------------- | --------------------------------------------------------------------------------- |
| 2006      | 幸せのちから The Pursuit Of Happyness                                          | クリストファー                     |                                                                                   |
| 2008      | 地球が静止する日 The Day The Earth Stood Still                                 | ジェイコブ                         | 第35回サターン若手俳優賞受賞                                                      |
| 2010      | ベスト・キッド The Karate Kid                                                  | ドレ・パーカー                     | 『ベスト・キッド』のリメイク 挿入歌では、ジャスティン・ビーバーとも共演している。 |
| 2011      | ジャスティン・ビーバー ネヴァー・セイ・ネヴァー Justin Bieber: Never Say Never | 本人役                             | ドキュメンタリー映画                                                              |
| 2013      | アフター・アース After Earth                                                   | キタイ                             |                                                                                   |
| 2016–2017 | ゲットダウン The Get Down                                                      | マーカス・”ディージー”・キプリング | テレビシリーズ                                                                    |
| 2018      | スケート・キッチン Skate Kitchen                                               | デヴォン                           |                                                                                   |
| 2020      | Life In A Year                                                                 | ダリン                             |                                                                                   |

### 広告
- ルイ・ヴィトン（2016年 - )

- ニューバランス - ブランドアンバサダー。コラボレーションスニーカーを発売[21]
- リーバイス®「Buy Better, Wear Longer」[22]